# 盔彎頜象鼻魚
盔彎頜象鼻魚，為輻鰭魚綱骨舌魚目象鼻魚科的其中一種，分布於非洲剛果民主共和國及安哥拉的Kasai河流域，棲息於水底，具有發電器官，用來偵測獵物，體長可達20公分。